# فيريسيلا بوادرومو
فيريسيلا بوادرومو (بالإنجليزية: Virisila Buadromo) (ولدت في عام 1972) هي ناشطة سياسية فيجية و صحفية سابقة، وكانت المدير التنفيذي لحقوق الحركة (فورم فيجي للمرأة) وذلك من عام 2001 إلى عام 2015، وفي 15 أغسطس 2006، دعت بوادرومو إلى شرعية الإجهاض في دولتها فيجي،و أدانت بشدة الانقلاب العسكري الذي أطاح بالحكومة المنتخبة لرئيس الوزراء لايسينيا كاراسى في 5 ديسمبر 2006، لها عدة نشاطات سياسية كثيرة، نالت وسام أشجع أمرأة دولية عام 2008.

## روابط خارجية
- Wansolwara Print, April edition, 2002